# Joseph Tellechéa
Joseph Tellechéa est un joueur international puis entraineur français de football né le 27 novembre 1926 à Drancy (Seine-Saint-Denis) et mort le 16 décembre 2015 à Montferrand-le-Château (Doubs). Il réalise l'essentiel de sa carrière comme milieu de terrain à Sochaux. 

## Biographie
Joseph Tellechéa arrive au FC Sochaux-Montbéliard en 1946. Après une saison avec la réserve, il signe un contrat professionnel et rejoint l'équipe première avec qui il dispute un total de 376 matchs en Division 1 et inscrit 15 buts dans ce championnat.
Joseph Tellechéa reçoit 3 sélections en équipe de France entre 1955 et 1959. Sa première sélection a lieu le 25 décembre 1955, lors d'un match amical face à la Belgique. Lors de sa deuxième sélection, le 21 octobre 1956, il inscrit un but face au grand Lev Yachine et l'URSS, toujours en amical. Sa troisième et dernière sélection a lieu le 1er mars 1959, encore pour un match amical, et une nouvelle fois face aux Diables rouges.

## Carrière de joueur
- 1946-1961 :  FC Sochaux
- 1961-1963 :  RC Besançon[3]

## Palmarès
- International français de 1955 à 1959 : 3 sélections et un but marqué[4]
- Champion de France de D2 en 1947 avec le FC Sochaux
- Vainqueur de la Coupe Charles Drago en 1953 avec le FC Sochaux et en 1962 avec le RC Besançon
- Finaliste de la Coupe de France en 1959 avec le FC Sochaux